# ニタトルシュケ山
ニタトルシュケ山（ニタトルシュケやま）は、北海道の川上郡弟子屈町にある標高381.4mの山である。山頂には二等三角点「川湯」が設置されている。

## 概要
藻琴山から摩周岳まで連なる稜線の中間にある標高422m峰から南西に伸びる尾根の先端に位置する。
山名はアイヌ語が由来であり、「ニタツ・オル・ウシ・ケ（湿地・内・ある・所）」が語源でもともとは屈斜路湖からニタトルシュケ山まで湿地帯であったという。

## 登山
国道391号から第二川湯林道へ入りニタトルシュケ西側から尾根または沢を登って山頂へ至る。登山道はないが藪漕ぎ箇所はなく短時間で登ることができるため無雪期にも訪れる人が多い。